# Neogyne elongata
Neogyne elongata là một loài bướm đêm trong họ Geometridae.